# 普魯士邦聯

普鲁士联邦提议将普鲁士并入波兰王国，1454年，波兰中央历史档案馆

普魯士邦聯由53名貴族、教士以及19個城市為了對抗條頓騎士團，於1440年2月21日在马林韦德（今波兰克维曾）創立。它的基礎奠基於1397年創立的秘密組織“蜥蜴同盟”（Lizard Union）。
1454年，邦聯領導人约翰内斯·冯·贝森（扬·巴任斯基）正式要求波蘭國王卡齐米日四世·雅盖隆契克將普魯士納入波蘭王國統治。這標誌了十三年戰爭的開始。